# IKA Torino
IKA Torino – średniej wielkości samochód osobowy, produkowany przez argentyńskie zakłady IKA od 1966 do 1982 roku (od 1975 r. jako Renault Torino).

## Opis pojazdu
W latach 1960. zakłady IKA zakupiły licencję na samochód Rambler American, produkowany przez AMC. Torino technicznie niewiele różniło się od pierwowzoru, lecz korzystało z niektórych podzespołów modelu Rambler Classic i posiadało zaprojektowane całkowicie w Argentynie pasy przedni oraz tylny. Wnętrze zaprojektowała włoska Pininfarina, nadając bardziej europejski wygląd. Torino zadebiutowało 30 listopada 1966 roku na torze Autódromo Oscar Alfredo Gálvez w Buenos Aires. Początkowo dostępna była tylko wersja z silnikiem 3,8 l, wyposażona w trzy gaźniki, zastosowano przednie hamulce tarczowe i czterobiegową przekładnię ZF. Na przestrzeni produkcji do coupé dołączył sedan, istniało około 20 wersji pojazdu. Stosowano tylko rzędowe silniki o sześciu cylindrach, podstawowy o pojemności trzech litrów, oraz 3,8 w różnych odmianach, ponadto istniały też odmiany wyczynowe z silnikami 3,77 l, oraz 4,0 l.
W 1975 roku zakłady przejęło Renault, które produkcję zakończyło w 1982 roku.

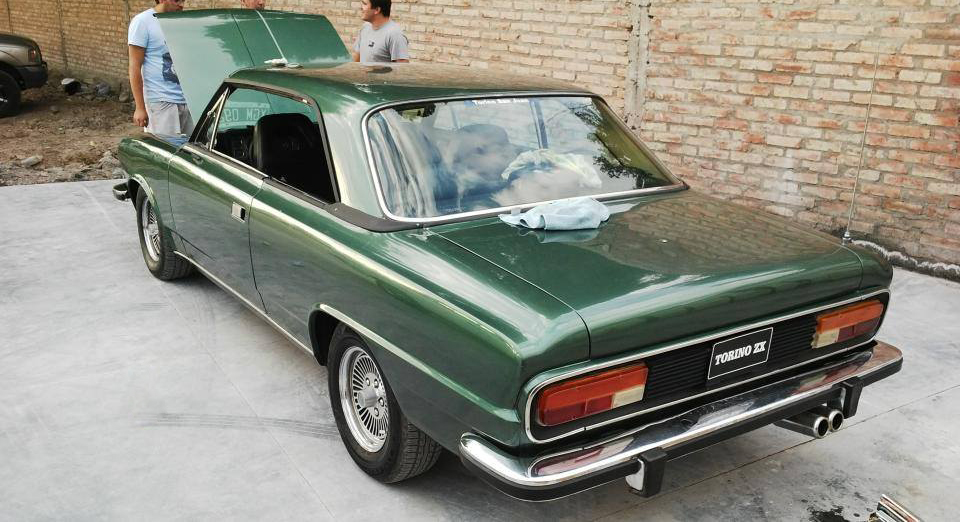
Torino od tyłu

## Torino w sporcie[3]
Auto często było modyfikowane i brało udział w rajdach, oraz wyścigach. Najbardziej znanym jest 84-godzinny wyścig na torze Nürburgring w 1969 roku, który Torino skończyło na czwartym miejscu. Samochód z numerem 3, obsadzany przez kierowców Eduardo Copello, Alberta Rodriguez Larreta i Oscara Mauricio Franco wykonał najwięcej okrążeń, bo aż 334, ale ze względu na naliczone kary stracił pierwsze miejsce.
Torino zwyciężyło również w Turismo Carretera, popularnej serii wyścigów samochodów turystycznych w Argentynie, w 1967 roku z Eduardo Copello; 1969 z Gastónem Perkinsem, oraz w 1970 i 1971 z Rubénem Luisem di Palma.

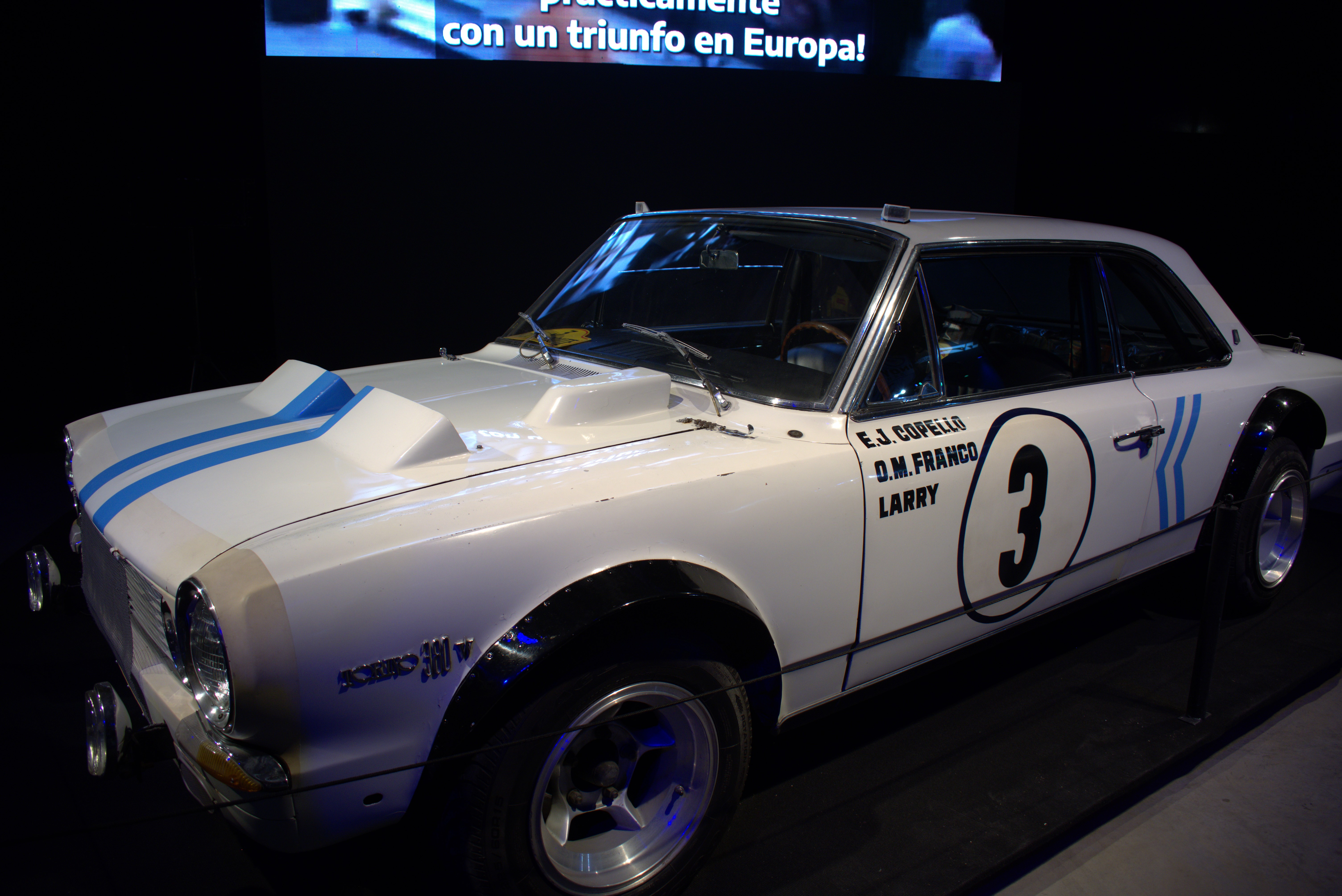
Samochód biorący udział w wyścigu na Nürburgringu w 1969.